# Кубаткин, Пётр Николаевич
Пётр Никола́евич Куба́ткин (24 октября (5 ноября по новому стилю) 1907—27 октября 1950) — сотрудник советских органов государственной безопасности, возглавлял Московское, Ленинградское, Горьковское Управление НКГБ — МГБ, внешнюю разведку СССР в качестве начальника 1-го Главного управления МГБ СССР, генерал-лейтенант. Депутат Верховного Совета СССР 1 — 2 созывов. 23 июля 1949 года арестован по «Ленинградскому делу». 27 октября 1950 года расстрелян. 26 мая 1954 года — посмертно реабилитирован .().

## Биография
Родился в семье шахтёра. Русский. Член РКСМ с 1922 года, член ВКП(б) с октября 1930 года.
В 1918 году окончил 4-классную начальную сельскую школу села Орехово. С 1921 года работал чёрнорабочим на шахте (Кольберовский рудник), с декабря 1925 года подручным пекаря в пекарне рабочей кооперации Брянского рудника (Луганский округ). С января 1927 года на комсомольской работе: секретарь ячейки ВЛКСМ Павловского РИК, затем в том же месяце стал техническим секретарём Павловского РИК. В сентябре 1929 года призван на военную службу, служил в погранвойсках ОГПУ.
В органах госбезопасности с 1929 года рядовым, политруком взвода. С 1930 года помощник начальника погранзаставы 21-го пограничного отряда ОГПУ по политчасти (Шепетовский округ). После демобилизации в марте 1932 года работал в ОГПУ: помощник оперуполномоченного Особого отдела Одесского областного отдела ГПУ, с 1934 года заместитель начальника политотдела МТС по НКВД (Песчаный Брод), с 1935 года начальник Фрунзовского районного отделения НКВД (Одесская область), с 1936 года оперуполномоченный отдела УГБ УНКВД по Одесской области. С марта 1937 года курсант Центральной школы НКВД СССР. После её окончания 15 августа 1937 года работал в центральном аппарате ГУГБ НКВД: оперуполномоченный 1-го отделения (контрразведка, оперативное обеспечение штабов) 4-го (Особого) отдела, в 1938—1939 годах помощник начальника 1-го отделения 4-го отдела — 1-го Управления — НКВД СССР (государственная безопасность).
Затем работал в подразделениях центрального аппарата НКВД. С января по июнь 1939 года — секретарь парткома ГУГБ НКВД СССР. В 1939—1941 годах руководил Управлением госбезопасности Москвы и Московской области. С 31.07.1941 по 23.08.1941 начальник 3-го спецотдела НКВД СССР. С 24 августа 1941 по июнь 1946 года возглавлял Управление НКВД и госбезопасности Ленинграда и Ленинградской области. Во время блокады развернул борьбу с теми, кто высказывал сомнения в правильности действий ВКП(б) и командования. Возглавил борьбу с уголовным элементом, мародёрами и людоедами в городе. Постоянно призывал к усилению борьбы со шпионами, диверсантами и вредителями. В мае 1942 года заявил, что «разоблачены и арестованы сотни шпионов, провокаторов, диверсантов, распространителей пораженческих слухов», а также «проведена очистительная работа по выселению социально-чуждого и враждебного элемента». Входил в состав Военного совета Ленинградского фронта, Ленинградского горкома и обкома ВКП(б), Штаба партизанского движения.
Член Ленинградского областного штаба партизанского движения с сентября 1941 года, член Военного совета Ленинградского фронта с апреля 1942 года. В соответствии с решением Военного совета об усилении партизанского движения в г. Ленинграде было сформировано и переправлено в тыл противника к февралю 1942 года 129 партизанских отрядов общим количеством 6394 человека. За это же время в районах Ленинградской области, не занятых противником, было сформировано 158 отрядов общим количеством 5389 человек. Таким образом, в тыл противника только за период с июня 1941 по февраль 1942 года переброшено 287 партизанских отрядов в количестве 11 733 человека. На 7 февраля 1942 года в тылу противника оставалось 60 отрядов в количестве 1965 человек. На территории Ленинградской области, «подбрюшье» 16-й армии вермахта, осенью 1941 года был образован первый в СССР «Партизанский Край» размером 120 на 90 километров, где была восстановлена Советская власть, действовали колхозы и совхозы. При личном участии П. Н. Кубаткина создано и переправлено за линию фронта более 42 разведывательно-диверсионных групп. Его недаром называют одним из самых талантливых контрразведчиков времён Отечественной войны: в годы блокады он сумел организовать успешную информационную операцию и в результате обмануть разведки двух стран. Заранее засланные в школы абвера агенты доводили до сведения немцев, что в Ленинграде царит паника, войск для защиты города не хватает и т. п. Кроме того, по личному распоряжению Кубаткина было организовано несколько «побегов» немецких агентов. Добравшись до своих, они утверждали, что в Ленинграде даже в спецорганах разброд и они не готовы защищать город. Немцы поверили, и информация о том, что Ленинград вот-вот падёт, была доведена до Гитлера.
А вот с финнами шла другая «игра». Их разведка постоянно получала сведения о том, что город русские будут защищать отчаянно. Это грозило большими потерями. Потому Маннергейм и не поспешил в сентябре 1941 года, как того добивались немцы, штурмовать Карельский перешеек. Впрочем, многие подробности той операции до сих пор остаются секретными.
Сегодня некоторые утверждают, что чекисты в блокадном Ленинграде отнюдь не голодали, имея особые пайки. А вот что удалось прочесть в архиве ФСБ в одном из донесений Кубаткина в Москву:
«Во время патрулирования Петроградской стороны Ленинграда патруль 8-го батальона *** полка НКВД задержал двоих мужчин, которые несли с собой три сумки. При досмотре выяснилось, что в сумках буханки свежеиспечённого хлеба. Сумки были переданы младшему сержанту Тимошину, который был отправлен в ближайший пункт общественного порядка. Там он должен был поставить в известность следственные органы о факте хищения продуктов и предоставить в качестве доказательства изъятые сумки. Тимошин пришёл в отделение милиции, доложил о задержании, отдал сумки с хлебом, после чего потерял сознание от голодного обморока. Считаю необходимым представить младшего сержанта Тимошина к очередному званию и наградить орденом Красного Знамени за проявленное мужество».
С осени 1942 года Кубаткин и 4-й отдел УНКГБ ЛО берут курс на создание при партизанских бригадах независимых от их командования оперативных групп со своими задачами и рациями взамен особым отделам, попавшим в подчинение к комиссарам бригад. Выстроенная вертикаль руководства новыми чекистскими структурами способствовала повышению качества разведывательно-диверсионной и специальной работы в районах дислокации партизанских бригад, укрепила в них собственную безопасность, дисциплину и порядок. Уникальными боевыми достижениями в тылу врага ознаменовали свою деятельность начальники опергрупп Управления Г. И. Пяткин (1-я Ленинградская партизанская бригада (ЛПБ), А. Ф. Кадачигов (3-я ЛПБ), И. В. Авдейко (5-я ЛПБ), заместитель начальника опергруппы М. Н. Малахов (7-я ЛПБ). (О. П. Аксёнов «Щит и Меч блокадного кольца» С-П.2022 г.)
Кубаткин, руководитель и один из участников операции по ликвидации резидентуры СД противника в Ленинградской области и разведгрупп из «Абверкоманды-104», «Цеппелин» и др. Большую опасность представляли подрывные центры абвера и СД, штаб-квартиры которых располагались по соседству с Ленинградом — в Пскове и Новгороде. По указанию Кубаткина в оккупированные районы области направляли хорошо подготовленных агентов для внедрения в органы абвера и СД. В результате эффективность работы резко повысилась. Сведения о предполагаемых забросках в Ленинград вражеской агентуры, пунктах перехода ею линии фронта чекисты стали получать заблаговременно. Группа «Абверкоманда-104», согласно архивным документам, только в период с октября 1942-го по сентябрь 1943 года отправила в тыл Красной армии 150 групп шпионов и диверсантов, численностью от трёх до десяти человек каждая. С помощью агентуры, внедрённой в разведывательную сеть абвера и СД, Ленинградскому управлению удалось раскрыть и обезвредить её лазутчиков. В Пскове в ноябре 43-го года немцы в числе других диверсантов усиленно готовили террориста Таврина-Шило, который должен был осуществить покушение на Сталина. Первые сведения о готовившемся теракте и наводке на самого Таврина-Шило удалось получить через агентуру ленинградского управления НКВД, действовавшую в Пскове. Благодаря этому террориста обезвредили..
Одновременно с 11 января по 04 июля 1945 года являлся уполномоченным НКГБ СССР по 2-му Прибалтийскому фронту.
15.6.1946 переведён в Москву и по предложению И. В. Сталина, при поддержке секретаря ЦК партии А. А. Кузнецова становится во главе 1-го Главного управления (разведка) МГБ СССР. С 15 июня по 9 сентября 1946 года возглавлял внешнюю разведку органов госбезопасности. П. Н. Кубаткин привёл с собой из Ленинградского управления толковых специалистов, в том числе своего заместителя А. М. Сахаровского, который затем с июля 1955 года был в должности начальника Первого Главного управления КГБ СССР (внешняя разведка) с 1956 по 1971 год[прояснить]. Министр МГБ Абакумов почувствовал в Кубаткине серьёзного конкурента и поспешил избавиться от него. Пётр Николаевич подал рапорт и ушёл с данной должности в кадровый резерв. В резерве Управления кадров МГБ СССР с 9 сентября по 19 ноября 1946 года. С 19 ноября 1946 по 30 марта 1949 года работал начальником УМГБ Горьковской области. Заочно учился в ВПШ при ЦК ВКП(б) и Горьковском Педагогическом институте. Работал Заместителем председателя Саратовского облисполкома с 31 марта по 23 июля 1949 года.

### Убийство Сокольникова и Радека
Министр госбезопасности Иван Александрович Серов в своём спецсообщении на имя Никиты Сергеевич Хрущёва за № 1621-с от 29 июня 1956 г. под грифом «Совершенно секретно» докладывал: "… В Верхне-Уральскую тюрьму в мае 1939 года выезжал оперативный работник 2 отдела ГУГБ НКВД Кубаткин…" Подготовленное Кубаткиным убийство было затем оформлено как результат драки. Так, в акте о смерти Радека К. Б., составленном администрацией тюрьмы, указывается: «При осмотре трупа заключенного Радека К. Б., обнаружены на шее кровоподтеки, из уха и горла течет кровь, что явилось результатом сильного удара головой об пол. Смерть последовала в результате нанесения побоев и удушения со стороны заключенного троцкиста Варежникова, о чём и составили настоящий акт. Как установлено проверкой, вскоре после этого осуществлявшие убийство заключенных Радека и Сокольникова Кубаткин и Шарок, работавшие до этого рядовыми сотрудниками аппарата НКВД, были назначены — Кубаткин — начальником Управления НКВД Московской области, а Шарок — заместителем наркома внутренних дел Казахской ССР. <…> Председатель Комитета государственной безопасности при Совете Министров СССР И. Серов (Документ публикуется по книге: Петров Н. В. Первый председатель КГБ Иван Серов. — М., 2005.) Сталинский заказ. Как убивали Сокольникова и Радека. — „Новая газета“ № 40 от 5 Июня 2008 г.». (арх. дело № 300935, т.1. л.д. 105). 
В материалах комиссии Н. М. Шверника в 1961 г., составленных на основании сообщения И. А. Серова, говорится: «В Верхне-Уральскую тюрьму в мае 1939 года выезжал оперативный работник 2 отдела ГУГБ НКВД Кубаткин. Первый раз он возил с собой некоего Мартынова, якобы заключенного (личность не установлена), который был помещен в одну камеру с Радеком, преднамеренно учинил с ним драку, но убить Радека не смог и был увезен Кубаткиным из тюрьмы. Через несколько дней Кубаткин вновь приехал в тюрьму с другим заключенным по фамилии Варежников. Этого заключенного также поместили в камеру к Радеку. На следующий день, 19 мая, Варежников, спровоцировав драку, убил Радека. В акте, составленном администрацией тюрьмы, указано, что убивший Радека Варежников является якобы троцкистом. В действительности под фамилией Варежников был зашифрован Степанов И. И., бывший комендант НКВД Чечено-Ингушской АССР, арестованный в феврале 1939 года за серьёзные должностные преступления. В ноябре того же года по указанию Берия Степанов освобожден из-под стражи. В постановлении о прекращении дела указано, что он выполнил „специальное задание“, имеющее важное государственное значение».
П. В. Федотов и Я. Н. Матусов утверждали, что убийство Радека и Сокольникова было совершено по указанию Сталина. Непосредственное осуществление этих актов было возложено на работников 2-го отдела ГУГБ НКВД СССР — ст. оперуполномоченного Кубаткина, оперуполномоченного Шарока и специально подобранных людей из числа арестованных, которые в секретном порядке выехали для выполнения задания в верхнеуральскую и тобольскую тюрьмы, в которых содержались Радек и Сокольников. Предварительно Сокольников был переведён в одиночную камеру, а 21 мая 1939, как это было обусловлено по плану, к нему вошли начальник тюрьмы Флягин, оперуполномоченный Шарок и прибывший из Москвы заключённый Прокопий Максимович Лобов (бывший помощник начальника особого отдела ЛенВО, осуждённый за халатность в связи с убийством С. М. Кирова), набросились на него и убили.
13 июня 1939 года Кубаткин, минуя две ступени, был произведён из старшего лейтенанта госбезопасности (ГБ) в старшего майора ГБ и назначен начальником Управления НКВД Москвы и Московской области вместо В. П. Журавлёва. Это повышение связано с тем, что П. Н. Кубаткин в 1938 году нашёл в архивах временного правительства дело на Андрея Януарьевича Вышинского, который был к тому времени Прокурором СССР. Во времена «Временного правительства» А. Я. Вышинский после февральской революции 1917 года назначен комиссаром милиции Якиманского района, тогда же подписал «распоряжение о неукоснительном выполнении на вверенной ему территории приказа Временного правительства о розыске, аресте и предании суду, как немецкого шпиона, В. И. Ленина».

### Ленинградское дело
В 42 года, 30 марта 1949 года, П. Н. Кубаткин с санкции Г.Маленкова был уволен из МГБ СССР министром В. Абакумовым с формулировкой «За невозможностью дальнейшего использования». Работал заместителем председателя Саратовского облисполкома. 23 июля 1949 года арестован по «Ленинградскому делу». Был обвинён в том, что в период работы в Ленинграде уничтожил материалы, свидетельствующие о шпионаже секретаря горкома ВКП(б) Я. Ф. Капустина в пользу Великобритании. Обвинение не выдерживало критики поскольку материалы дела Капустина сохранились и использовались в ходе «Ленинградского дела». Однако, данные документы он должен был уничтожить по инструкции по истечении срока хранения и, более того, данные материалы были предоставлены предшественником Кубаткина, Гоглидзе — Жданову. Жданов, ознакомившись с материалами, назвал их вымыслом! Роковую роль в судьбе П. Н. Кубаткина сыграли интрига Маленкова с Огольцовым и короткая (на четверть листка) записка преемника Кубаткина в Ленинградском управлении Д. Г. Родионова — именно он в записке сообщил об уничтожении дела Капустина (на самом деле, как потом выяснилось, дело Капустина сохранилось), Абакумов ухватился за эту нить, отдал приказ об аресте Капустина и Кубаткина без санкции И. В. Сталина с согласия Г. М. Маленкова.
В отличие от большинства жертв репрессий, Кубаткин П. Н., как на него ни воздействовали, так и не признал своей вины. Суд состоялся в Москве — Внутренняя тюрьма МГБ СССР 1 октября 1950 года Военная коллегия Верховного суда СССР приговорила его к 20 годам тюрьмы, но исполнение приговора было отложено, а 27 октября 1950 года та же Военная коллегия Верховного суда СССР приговорила бывшего начальника Ленинградского УМГБ к расстрелу по ст. 58.1, 58.7, 58.11 УК РСФСР приговор был приведён в исполнение немедленно. Удивительным является то, что все приговоры, как и реабилитацию П. Н. Кубаткина выносил один и тот же человек — Александр Александрович Чепцов (1902—1980) — председатель Военной коллегии Верховного суда СССР и одновременно заместитель председателя Верховного суда СССР (1948—1957), генерал-лейтенант юстиции (1949).
Определением Военной Коллегии Верховного Суда СССР от 26 мая 1954 приговор о расстреле отменён за отсутствием состава преступления, реабилитирован как невиновный. 17 марта 1954 также реабилитированы и члены семьи.

### Звания
- Младший лейтенант ГБ (22 марта 1936 г.)
- Лейтенант ГБ (25 июля 1938 г.)
- Старший лейтенант ГБ (4 апреля 1939 г.)
- Старший майор ГБ (13 июня 1939 г.)
- Комиссар ГБ 3-го ранга (14 марта 1940 г.)
- Генерал-лейтенант (при переаттестации 9 июля 1945 г.)

### Награды
Награждён:
- орденами
  - Ленина (05.08.1944),
  - Красного Знамени (26.04.1940),
  - Кутузова I степени (29.06.1945),
  - Кутузова II степени (21.04.1945),
  - Трудового Красного Знамени (20.09.1943),
  - двумя орденами Красной Звезды (18.05.1942, 03.11.1944),
- медалями:
- Партизану Отечественной войны 1 степ, За оборону Ленинграда, За победу над Германией, За доблестный труд в ВОВ, 30 лет КА.
- нагрудным знаком «Заслуженный работник НКВД» (04.02.1942).

## Память
Упомянут на Памятнике руководителям Ленинграда и Ленинградской области на Донском кладбище в Москве. Останки захоронены на Донском кладбище в Москве.